# Unterseeboot 1003
L'Unterseeboot 1003 ou U-1003 est un sous-marin allemand (U-Boot) de type VIIC/41 utilisé par la Kriegsmarine pendant la Seconde Guerre mondiale.
Le sous-marin est commandé le 14 octobre 1941 à Hambourg (Blohm + Voss), sa quille posée le 18 janvier 1943, il est lancé le 27 octobre 1943 et mis en service le 9 décembre 1943, sous le commandement du Leutnant zur See Werner Strübing.
L'U-1003 n'endommage ni ne coule aucun navire au cours des deux patrouilles (108 jours en mer) qu'il effectue.
Il est sabordé dans l'Atlantique Nord en mars 1945 après son attaque par la Marine canadienne.

## Conception
Unterseeboot type VII, l'U-1003 avait un déplacement de 769 tonnes en surface et 871 tonnes en plongée. Il avait une longueur hors-tout de 67,10 m, un maître-bau de 6,20 m, une hauteur de 9,60 m et un tirant d'eau de 4,74 m. Le sous-marin était propulsé par deux hélices de 1,23 m, deux moteurs diesel Germaniawerft M6V 40/46 de 6 cylindres en ligne de 1 400 cv à 470 tr/min, produisant un total de 2 060 à 2 350 kW en surface et de deux moteurs électriques Brown, Boveri & Cie GG UB 720/8 de 375 cv à 295 tr/min, produisant un total 550 kW, en plongée. Le sous-marin avait une vitesse en surface de 17,7 nœuds (32,8 km/h) et une vitesse de 7,6 nœuds (14,1 km/h) en plongée. Immergé, il avait un rayon d'action de 80 milles marins (150 km) à 4 nœuds (7,4 km/h ; 4,6 milles par heure) et pouvait atteindre une profondeur de 230 m. En surface son rayon d'action était de 8 500 milles nautiques (soit 15 700 km) à 10 nœuds (19 km/h).
L'U-1003 était équipé de cinq tubes lance-torpilles de 53,3 cm (quatre montés à l'avant et un à l'arrière) et embarquait quatorze torpilles. Il était équipé d'un canon de 8,8 cm SK C/35 (220 coups), d'un canon antiaérien de 20 mm Flak et d'un canon 37 mm Flak M/42 qui tire à 15 350 mètres avec une cadence théorique de 50 coups par minute. Il pouvait transporter 26 mines TMA ou 39 mines TMB. Son équipage comprenait 4 officiers et 40 à 56 sous-mariniers.

## Historique
Il suit son temps d'entraînement à la 31. Unterseebootsflottille jusqu'au 31 août 1944, puis il intègre son unité de combat dans la 11. Unterseebootsflottille.
Le 7 février 1944 durant sa période d'essai, un membre d'équipage (Funkgefreiter Werner Guhl) tombé à l'eau, meurt pendant son transfert sur un Vorpostenboot près de Hela, en mer Baltique.
L'U-1003 est équipé d'un schnorchel à la mi-1944.
Sa première patrouille est précédée par de courts trajets de Kiel à Horten puis Marviken. Elle commence le 11 octobre 1944 au départ de Marviken. L'U-1003 opère entre les Îles Féroé et les Shetlands, patrouillant jusqu'au canal du Nord, sans succès. Après 67 jours en mer, l'U-1003 atteint Stavanger le 16 décembre 1944.
Début 1945, il se rend à Bergen. Sa seconde et dernière patrouille débute le 9 février pour le nord de l'Irlande. Le 20 mars 1945, son schnorchel est repéré par le HMCS New Glasgow (en). Alors qu'elle se prépare à larguer des charges de profondeur, la frégate est endommagée par l'U-Boot qui la heurte en dessous du pont. Pendant des heures, l'U-1003 est chassé par quatorze navires alliés des groupes d'escorte C-4, 25 et 26. Bien que gravement endommagé, avec une fuite importante, le sous-marin échappe à ses poursuivants en restant tapi au fond de la mer pendant 48 heures, le temps d'effectuer quelques réparations sommaires. Le 23 mars, à court d'électricité dans ses batteries et voyant la situation désespérée, l'équipage saborde l'U-Boot au large des côtes irlandaises. 
Des 48 membres d'équipage, trente-trois sont secourus par le HMCS Thetford Mines (en) ; deux meurent quelques heures plus tard. Le commandant Werner Strübing et quinze autres sous-mariniers sont portés disparus.
L'épave, gisant à environ 68 mètres de profondeur à la position géographique 55° 25′ N, 6° 53′ O, est découverte par Innes McCartney en 2001.

## Affectations
- 31. Unterseebootsflottille du 9 décembre 1943 au 31 août 1944 (Période de formation).
- 11. Unterseebootsflottille du 1er septembre 1944 au 23 mars 1945 (Unité combattante).

## Commandement
- Oberleutnant zur See Werner Strübing du 9 décembre 1943 au 23 mars 1945.

## Patrouilles
|       | Commandant            | Départ            | Départ    | Arrivée           | Arrivée   | Jours     | Succès |
| ----- | --------------------- | ----------------- | --------- | ----------------- | --------- | --------- | ------ |
|       | Oblt. Werner Strübing | 19 septembre 1944 | Kiel      | 22 septembre 1944 | Horten    | 4 jours   |        |
|       | Oblt. Werner Strübing | 27 septembre 1944 | Horten    | 28 septembre 1944 | Marviken  | 2 jours   |        |
| 1     | Oblt. Werner Strübing | 11 octobre 1944   | Marviken  | 16 décembre 1944  | Stavanger | 67 jours  |        |
|       | Oblt. Werner Strübing | 10 janvier 1945   | Stavanger | 11 janvier 1945   | Bergen    | 2 jours   |        |
| 2     | Oblt. Werner Strübing | 19 février 1945   | Bergen    | 23 mars 1945      | Coulé     | 33 jours  |        |
| Total | Total                 | Total             | Total     | Total             | Total     | 108 jours | 0 t    |

Note : Oblt. = Oberleutnant zur See